# ولسوالی بغلان
ولسوالی بغلان یکی از ولسوالی‌های افغانستان است که در ولایت بغلان واقع گردیده است.